# Elfstedenronde 2023
L'Elfstedenronde 2023, quarantesima edizione della corsa e valida come prova dell'UCI Europe Tour 2023 categoria 1.1, si svolse l'11 giugno 2023 su un percorso di 190,3 km, con partenza e arrivo a Bruges, in Belgio. La vittoria fu appannaggio del belga Jasper Philipsen, il quale completò il percorso in 4h06'25", alla media di 46,336 km/h, precedendo l'australiano Caleb Ewan e l'olandese Fabio Jakobsen.
Sul traguardo di Bruges 106 ciclisti, dei 130 partenti, hanno portato a termine la competizione.

## Squadre e corridori partecipanti
| N.    | Cod. | Squadra                     |
| ----- | ---- | --------------------------- |
| 1-7   | SOQ  | Soudal Quick-Step           |
| 11-17 | ADC  | Alpecin-Deceuninck          |
| 21-27 | ICW  | Intermarché-Circus-Wanty    |
| 31-37 | COF  | Cofidis                     |
| 41-47 | LTD  | Lotto Dstny                 |
| 51-57 | ARK  | Team Arkéa-Samsic           |
| 61-67 | BWB  | Bingoal WB                  |
| 71-77 | BEB  | Bolton Equities Black Spoke |
| 82-87 | HPM  | Human Powered Health        |
| 91-97 | IPT  | Israel-Premier Tech         |

| N.      | Cod. | Squadra                   |
| ------- | ---- | ------------------------- |
| 101-107 | TFB  | Team Flanders-Baloise     |
| 111-117 | TNN  | Team Novo Nordisk         |
| 121-127 | UXT  | Uno-X Pro Cycling Team    |
| 131-137 | ABC  | Abloc CT                  |
| 141-147 | BPC  | BHS-PL Beton Bornholm     |
| 151-157 | GDM  | Materiel-Velo.com         |
| 161-167 | TIS  | Tarteletto-Isorex         |
| 171-177 | XSU  | XSpeed United Continental |
| 181-187 | BTL  | Baloise-Trek Lions        |

## Ordine d'arrivo (Top 10)
| Pos. | Corridore           | Squadra     | Tempo    |
| ---- | ------------------- | ----------- | -------- |
| 1    | Jasper Philipsen    | Alpecin     | 4h06'25" |
| 2    | Caleb Ewan          | Lotto       | s.t.     |
| 3    | Fabio Jakobsen      | Soudal      | s.t.     |
| 4    | Erlend Blikra       | Uno-X       | s.t.     |
| 5    | Gerben Thijssen     | Intermarché | s.t.     |
| 6    | Max Walscheid       | Cofidis     | s.t.     |
| 7    | Giacomo Nizzolo     | Israel      | s.t.     |
| 8    | Maurice Ballerstedt | Alpecin     | s.t.     |
| 9    | Michael Mørkøv      | Soudal      | s.t.     |
| 10   | Timothy Dupont      | Tarteletto  | s.t.     |